# Transformation inverse de Laplace
La transformation inverse de Laplace (notée {\displaystyle {\mathcal {L}}^{-1}}) est la fonction inverse de la transformation de Laplace. La transformation de Laplace a beaucoup d'avantages car la plupart des opérations courantes sur la fonction originale f(t), telle que la dérivation, ou un décalage sur la variable t, ont une traduction (plus) simple sur la transformée F(p), mais ces avantages sont sans intérêt si on ne sait pas calculer la transformée inverse d'une transformée donnée.

## Définition
La transformation inverse de Laplace d'une fonction holomorphe F(p) est une fonction f(t), continue par morceaux, qui a la propriété : {\displaystyle {\mathcal {L}}\left\{f\right\}=F}, c'est-à-dire telle que :

## Propriétés

### Unicité
On peut démontrer que si F a une transformée de Laplace inverse, alors celle-ci est unique (en dehors des points de discontinuité).

### Linéarité
Comme la transformation de Laplace, son opération inverse est linéaire :

## Calcul

### Méthodes analytiques
Il n’existe pas de formule analytique générale permettant de calculer f(t) connaissant F(p). On connaît cependant l’expression exacte de f(t) pour certaines fonctions particulières F(p).
L'inversion de la transformation de Laplace s'effectue par le biais d'une intégrale dans le plan complexe. En exprimant F(p) sous forme de transformée de Fourier et en utilisant la formule d'inversion de Fourier, on démontre la formule de Bromwich-Mellin,:
{\displaystyle f(t)={\mathcal {L}}^{-1}\{F(p)\}={\frac {1}{2\pi {\rm {i}}}}\int _{\gamma -{\rm {i}}\cdot \infty }^{\gamma +{\rm {i}}\cdot \infty }{\rm {e}}^{pt}F(p)\,{\rm {d}}p,}
où γ est choisi de sorte que l'intégrale soit convergente, ce qui implique que γ soit supérieur à la partie réelle de toute singularité de F(p) et qu'à l'infini, |F(p)| tende vers 0 au moins aussi rapidement que 1/|p|2. Lorsque cette dernière condition n'est pas satisfaite, la formule ci-dessus est encore utilisable s'il existe un entier n tel que |p–nF(p)| tende vers 0 aussi rapidement que 1/|p|2, c'est-à-dire lorsque, pour |p| tendant vers l'infini, |F(p)| est majorée par un polynôme en |p|. En remplaçant F(p) par p–nF(p) dans l'intégrale ci-dessus, on trouve dans le membre de gauche de l'égalité une fonction généralisée à support positif dont la dérivée d'ordre n (au sens des distributions) est la fonction généralisée (elle aussi à support positif) cherchée. Si F(p) est la transformée de Laplace d'une fonction de type exponentiel, la formule de Bromwich-Mellin est encore valable si l'intégrale est prise au sens de la valeur principale.
En pratique néanmoins, la formule de Bromwich-Mellin est peu utilisée, et on calcule les inverses des transformées de Laplace à partir des tables de transformées de Laplace.

### Méthodes numériques
Pour les cas de figure pour lesquels on ne peut pas trouver une solution analytique, on peut employer l’une des deux méthodes numériques suivantes :

#### Méthode de Stehfest
La méthode de Stehfest, aussi connu sous le nom d'algorithme de Stehfest, est une méthode qui permet de calculer les valeurs de f(t). Elle a été publiée par Harald Stehfest en 1970.
La transformée inverse de la fonction F(p) peut se calculer par :
{\displaystyle f(t)={\frac {\ln(2)}{t}}\sum _{j=1}^{N}V_{j}F\left({\frac {j\ln(2)}{t}}\right)} avec N pair et Vi donné par :
{\displaystyle V_{i}=(-1)^{{\frac {N}{2}}+i}\sum _{k=\left\lfloor {\frac {i+1}{2}}\right\rfloor }^{\min \left(i,{\frac {N}{2}}\right)}{\frac {k^{\frac {N}{2}}(2k)!}{\left({\frac {N}{2}}-k\right)!\,k!\,(k-1)!\,(i-k)!\,(2k-i)!}}}
où {\displaystyle \lfloor \cdot \rfloor } désigne la partie entière.
Pour N=10 :
{\displaystyle {\begin{array}{l|l|l}V_{1}={\frac {1}{12}}&V_{2}={\frac {-385}{12}}&V_{3}=1279\\V_{4}={\frac {-46871}{3}}&V_{5}={\frac {505465}{6}}&V_{6}={\frac {-473915}{2}}\\V_{7}={\frac {1127735}{3}}&V_{8}={\frac {-1020215}{3}}&V_{9}={\frac {328125}{2}}\\V_{10}={\frac {-65625}{2}}\end{array}}}

#### Méthode de Fourier
{\displaystyle f(t)={\frac {\exp(ct)}{t_{\max }}}\left[{\frac {F(c)}{2}}+\sum _{k=1}^{\infty }(\Re [F(c+j\omega _{k})]\cos(\omega _{k}t)-\Im [F(c+j\omega _{k})]\sin(\omega _{k}t))\right]} 

avec {\displaystyle \omega _{k}={\frac {k\pi }{t_{\max }}}}

La somme infinie est dans la pratique calculée pour un nombre fini de N termes, on prendra en général N > 100. Cette méthode nécessite de choisir deux paramètres : c et tmax. On doit s’assurer a posteriori que {\displaystyle \exp(-2ct_{\max })f(2t_{\max })\approx 0}.

#### Choix d’une méthode et vérification des résultats
La méthode de Stehfest est plus simple à mettre en œuvre car elle ne nécessite pas de choisir certains paramètres. La méthode de Fourier peut conduire à un meilleur résultat dans le cas d’inversion de certaines fonctions comme les fonctions périodiques par exemple.
L’étude du comportement de la fonction F(p) aux temps longs (t → ∞ soit p → 0) et aux temps courts (t → 0 soit p → ∞) peut conduire à des formules approchées de F(p) dont on peut alors trouver la transformée de Laplace inverse analytiquement. La comparaison de ces solutions analytiques avec les résultats de l’inversion numérique donne une indication sur la justesse de l’inversion numérique.

## Formule d'inversion de Post-Widder
Cette formule permet de donner une expression de la transformée inverse de Laplace dans le cas d'une fonction continue bornée.
Théorème — Soit {\displaystyle f:\left[0;+\infty \right[\longrightarrow \mathbb {R} } une fonction continue bornée dont la transformée de Laplace est notée
{\displaystyle {\begin{array}{cccc}g:&\left]0;+\infty \right[&\longrightarrow &\mathbb {R} \\&s&\longmapsto &\displaystyle {\int _{0}^{+\infty }f(u){\rm {e}}^{-su}{\rm {d}}u}\end{array}}.}
alors pour tout x > 0 :